# Odut
L'odut és una llengua gairebé morta que parlen els oduts al sud-est de Nigèria. Es parla a la LGA d'Odukpani, a l'estat de Cross River.
L'odut és una llengua de la sub-família de les llengües kiong-korop, que formen part de les llengües de l'Alt Cross. Les altres llengües de la mateixa subfamília són el korop i el kiong. Totes elles es parlen a Nigèria.

## Ús
L'odut és una llengua gairebé extingida. Segons l'ethnologue el 1980 hi havia 20 parlants i el 2007 es considerava que ja podria estar extingida.

## Població i religió
El 70% dels 4000 oduts són cristians; d'aquests, el 60% són protestants. El 30% restants creuen en religions tradicionals africanes.